# Gornje Pokupje
Gornje Pokupje – wieś w Chorwacji, w żupanii karlowackiej, w mieście Ozalj. W 2011 roku liczyła 160 mieszkańców.